# ただひとつの愛
『ただひとつの愛』（ただひとつのあい、英：Angel's Last Mission: Love）は、2019年5月22日から7月11日まで韓国・KBSで放送されていたドラマ。最高視聴率は、9.7%。全16話。出演は、シン・ヘソンとL (キム・ミョンス)。

## あらすじ
ある日、事故で両親と視覚を失ったファンタジアバレエ団所属のバレリーナイ・ヨンソ(シン・ヘソン)は、秘書や運転手、彼女の叔母夫婦から冷酷に扱われていたため、心を閉じたままだった。そんな中、一人の天使キム・ダン(L (キム・ミョンス))は、いつもトラブルばかりを起こしていたが、天国に戻る前、ヨンソに愛を伝えるという使命を与えられるが、本当の愛にまで展開する。

## キャスト・スタッフ

### キャスト
- イ・ヨンソ：シン・ヘソン
- キム・ダン：L (キム・ミョンス)
- チ・ガンウ：イ・ドンゴン
- クム・ニナ：キム・ボミ
- チェ・ヨンジャ：ト・ジウォン
- フ：キム・イングォン

### スタッフ
- 脚本：チェ・ユンギョ
- 演出：ユ・ジョンソプ

## 日本での放送
日本では、KNTVにて2019年に放送された。また、WOWOWで2020年に配信された。